# Dozymetr alaninowy
Dozymetr alaninowy – typ dozymetru, w którym wykorzystano aminokwas radioczuły (L-α-alaninę lub DL-α-alaninę) w celu wykrycia promieniowania jonizującego. 

## Działanie
Powstawanie sygnału opiera się na generowaniu w ciałach stałych centrów paramagnetycznych pod wpływem promieniowania jonizującego. Krystaliczna α-alanina, CH3CH(NH2)COOH, w wyniku naświetlenia przekształcana jest w trwały rodnik CH3−•CH−COOH (centrum paramagnetyczne), którego zawartość można określić za pomocą spektrometrii elektronowego rezonansu paramagnetycznego (EPR). Metoda pozwala na pomiary w zakresie od 2 Gy do 500 kGy. Zmierzone stężenie wykazuje zależność liniową względem dawki pochłoniętej. Pomiarów można dokonywać w ciągu kilku lat od naświetlenia. 
Dozymetry alaninowe można spotkać w formie tabletek, proszku w saszetkach i tworzyw alaninowo-polimerowych w różnych kształtach.

## Różnice pomiędzyL-α-alaniną aDL-α-alaniną
W dozymetrach możliwe jest wykorzystanie obu enancjomerów alaniny lub racematu. W medycynie wykorzystuje się L-α-alaninę, w przemyśle zaś DL-α-alaninę (racemat). Odmienność zastosowań wywodzi się z różnic czułości dla kryształów związku czystego optycznie, a racematu (L-α-alanina jest nieco czulsza niż DL-α-alanina). Mieszanina racemiczna jest kilkakrotnie tańsza od czystego enancjomeru L.

## Zastosowanie
- pomiary kalibracyjne w wiązkach elektronowych i fotonowych akceleratorów liniowych oraz porównania pomiarów między ośrodkami, w szczególności radioterapii[1],
- dozymetria in vivo w terapii konwencjonalnej oraz hadronowej[1][3],
- dozymetria w przemyśle spożywczym (sterylizacja żywności)[2].

## Zalety
- dozymetr jest doskonale tkankopodobny dla promieniowania X i gamma[1],
- pomiar stężenia może być wykonywany wielokrotnie na jednej próbce (odczyt za pomocą EPR nie zmienia stężenia rodnika)[1],
- niska podatność na warunki środowiskowe, oprócz bardzo wysokiej wilgotności i intensywnego naświetlania[2],
- trwały sygnał (lata)[2],
- możliwość dowolnego kształtowania dozymetru[3],
- nietoksyczność dozymetru dla sterylizowanej żywności[2].

## Wady
- wysoki koszt spektrometru EPR[1],
- w zależności od typu dozymetru podatność na wysoką wilgotność[2].